# Gadow (Adelsgeschlecht)

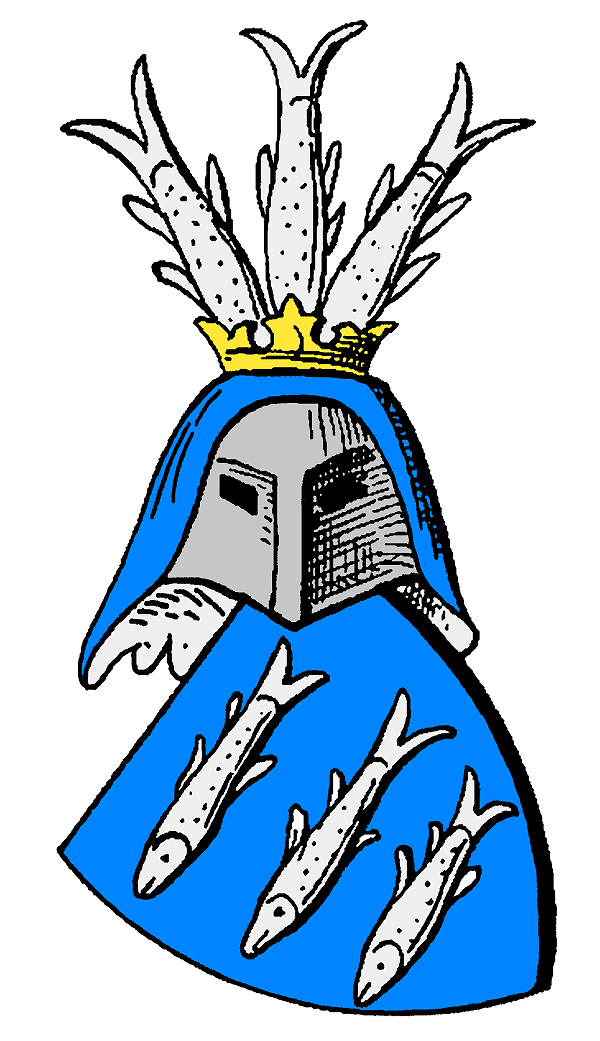
Wappen derer von Gadow

Gadow ist der Name eines alten märkischen Adelsgeschlechts aus dem Ruppiner Land mit dem Stammhaus Gadow bei Wittstock.

## Geschichte und Güter
Die Familie, deren verschiedene Zweige zu Teilen bis heute bestehen, erscheint erstmals urkundlich 1333 mit Henning von Gadow. Die Stammreihe beginnt um 1525 mit Christoph von Gadow. Die Gadows waren Lehnsleute der Grafen von Lindow-Ruppin, aber auch der Markgrafen von Brandenburg.
Bis zum Jahre 1701 war die Familie im Kreis Ruppin und der Prignitz begütert (Protzen, Stöffin, Wildberg, Lüchfeld, Dessow, Tornow, Baumgarten, Glienicke und Leppin). Als Spätfolge des Dreißigjährigen Krieges mussten diese Güter verkauft werden. Beschrieben wird diese Zeit der Familie in Theodor Fontanes Wanderungen durch die Mark Brandenburg im Band Die Grafschaft Ruppin.
Mit der Vermählung Hans-Jürgen von Gadows (* 1674) mit Anna-Margarethe von Behr, Tochter des Hermann Volrath von Behr und dessen Gemahlin Ilsabe Dorothea von Owstien a.d.H. Quilow 1701 in Neukalen erwarb die Familie von Gadow erheblichen Grundbesitz im Kreis Franzburg im damaligen Schwedisch-Vorpommern. Es handelt sich dabei um die Güter Hugoldsdorf mit Neuhof, Rönkendorf, Drechow, Derschendorf und Eixen.
1778 erfolgte die Aufnahme in die Mecklenburgische Ritterschaft unter Anerkennung ihrer uradeligen Herkunft mit Sitz im mecklenburgischen Landtag.
Im Jahre 1805 erwarb Friedrich von Gadow (* 1774) das Gut Groß Potrems mit dem Vorwerk Wendorf bei Laage in Mecklenburg. Außer Derschendorf, Eixen und Wendorf blieben diese Güter bis zur Vertreibung und Enteignung der Familie im Jahre 1945/1946 im Besitz der Familie. 1878 erwarb Adolph von Gadow (* 1808) das Gut Teschow bei Laage und Ende des 19. Jahrhunderts Fritz von Gadow (* 1847) das Gut Klein Ridsenow. Beide Güter wurden später wieder verkauft.
Die Familie von Gadow stellte über lange Zeit Kuratoren des Stifts Barth, das der schwedisch-vorpommerschen Ritterschaft gehörte.
Im Einschreibebuch des Klosters Dobbertin befinden sich fünf Eintragungen von Töchtern der Familie von Gadow von 1778–1913 aus Hugoldsdorf, Rönkendorf und Klein Ridsenow zur Aufnahme in das dortige adelige Damenstift.
Die Herren von Gadow waren und sind Mitglieder des Johanniterordens.
Mit Groß Potrems, Hugoldsdorf, Drechow und Rönkendorf konnten wichtige Güter bis zur Bodenreform 1945 gehalten werden.

## Wappen
Das Wappen zeigt in Blau drei silberne (goldene) Fische (Hechte) übereinander. Auf dem Helm mit blau-silbernen (blau-goldenen) Decken drei gestürzte Fische (oder drei rote Gartenlilien).

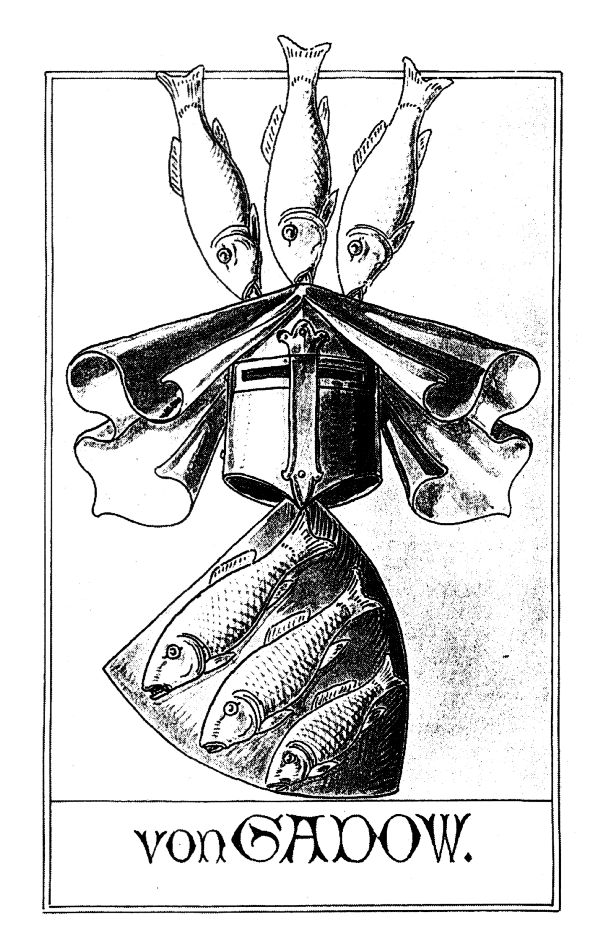
Altes Wappen derer von Gadow
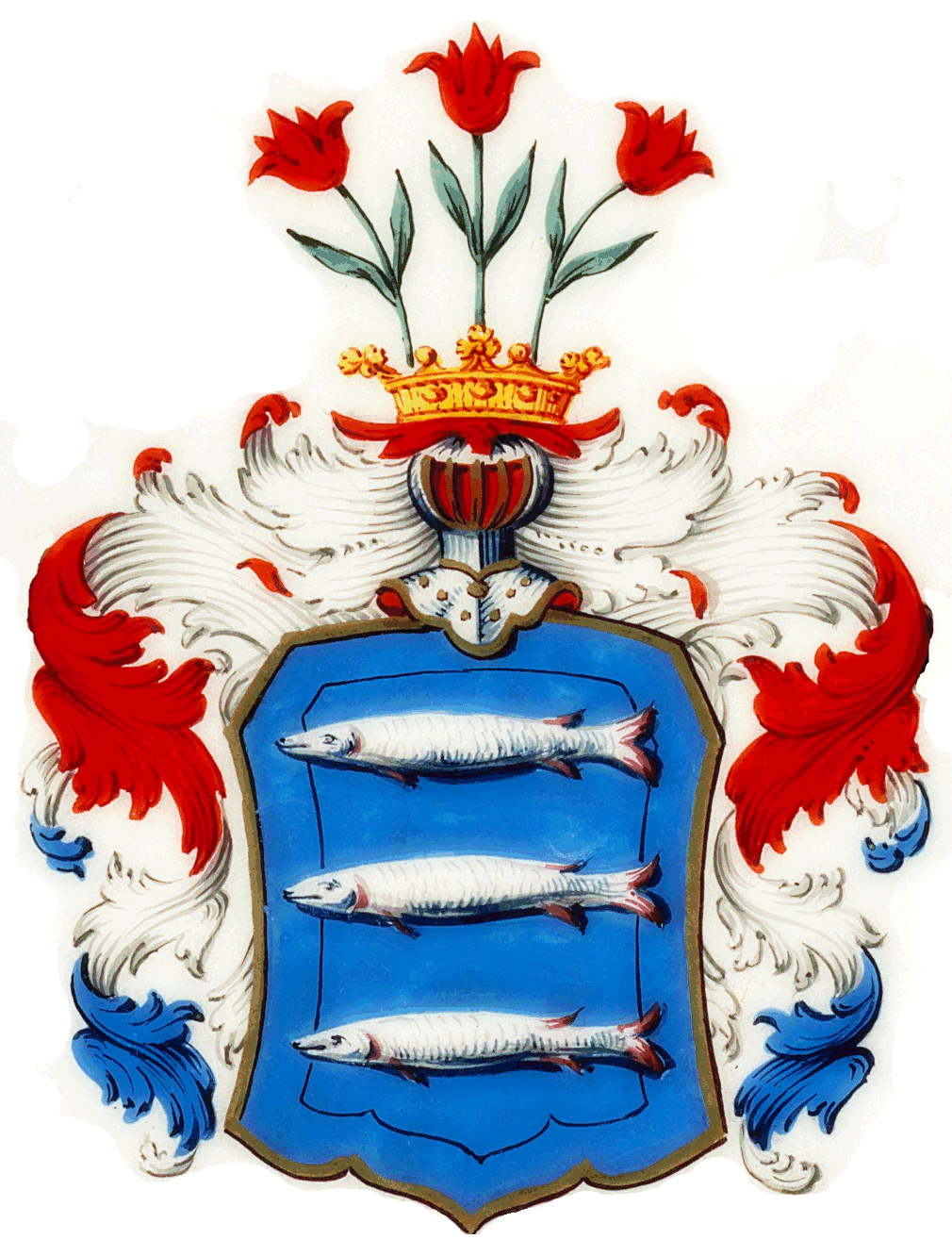
Wappen mit Gartenlilien

## Namensträger
- Mogens von Gadow (* 1930), deutscher Schauspieler und Synchronsprecher
- Adolf Helmuth von Gadow (* 1888), preußischer Oberstleutnant im Schwedter Dragoner-Regiment, Ritter des hohenzollernschen Hausordens mit Schwertern, Ehrenritter des Johanniterordens, Gutsherr
- August Karl Ludwig Hans von Gadow (* 1861), preußischer Major, Rechtsritter des Johanniterordens, Gutsherr
- August von Gadow (1802–1860), mecklenburg-schwerinscher Kammerherr und Mitglied des Preußischen Herrenhauses
- Hans Ulrich von Gadow (1768–1792), Träger des Akademischen Ordens der Hohen Karlsschule, schwedischer Oberappellationsgerichtsrat und Mitglied des Illuminatenordens
- Otto Philipp von Gadow (* 1725), Rittmeister im preußischen Dragoner-Regiment Prinz Holstein-Gottorp
- Johann August von Gadow (* 1721), österreichischer Rittmeister im Kürassier-Regiment Fürst Lobkowitz
- Carl Ludwig von Gadow (* 1719 – 15. Februar 1801 in Mecklenburg[4]), zu Hugoldsdorf, Drechow und Neuhoff. Dänischer Kammerherr, königl. Amtmann zu Amt Plön und Amt Ahrensbök. Er wurde am 24. Januar 1774 Ritter des Dannebrog Ordens[5]. Entledigt 1776: Copenhagen, vom 23 Januar: Am 15ten dieses hat der König geruhet, den bisherigen Amtmann zu Plön und Ahrensböck, den Kammerherrn Carl Ludwig Gadow, seiner Dienste zu entlassen; und am selbigen Tage hat Seiner Majestät diese Stelle dem geheimen Legationsrathe, Henning Friederich von Seelhorst, wieder übertragen[6].
- Clara-Louise von Gadow (* 1712), Hofdame der Fürstäbtissin zu Quedlinburg Prinzessin Marie Elisabeth von Schleswig-Holstein-Gottorf
- Catharina Elisabeth von Gadow (* 1706), Conventualin des Klosters Vallö / Dänemark und des Klosters Barth
- Herman Volrad von Gadow (* 1704), Kammerjunker in Nassau-Diez
- Gustav Adolph von Gadow (* 1703), K. u. K. Rittmeister im Kürassier-Regiment von Prettlack
- Elisabeth von Gadow (* 1640), Domina des Klosters St. Marien in Kloster Neuendorf
- Caspar von Gadow (* 1636), schwedischer Rittmeister, Gutsherr